# Thomas Weelkes
Thomas Weelkes (* 1576(?); † November 1623) war ein englischer Komponist und Organist der späten Renaissance. 
Weelkes war zwischen 1598 und etwa 1601 Organist am Winchester College und erhielt in Oxford den Grad eines Bachelor of Music. 1603 erhielt er eine lukrative Stellung an der Kathedrale in Chichester, komponierte Kirchenmusik und heiratete eine wohlhabende Frau. Sein gerade veröffentlichtes Buch mit klangvollen Madrigalen war eines der bedeutendsten der englischen Tradition. Wegen unziemlichen Verhaltens und Trunksucht wurde er aus dem Kirchendienst entlassen.
Weelkes' Bedeutung in der englischen Musikgeschichte gründet sich gleichermaßen auf Madrigale wie auf seine Kirchenmusik. In seinem Madrigalschaffen unterschied er sich vom zeitgenössischen gängigen englischen Geschmack durch seine Vorliebe für harmonische und kontrapunktische Kühnheiten. Insbesondere wurde gezeigt, dass seine umfangreichen Entlehnungen von Salamone Rossis Werken aus einer sorgfältigen Studie von Rossis kontrapunktischer Raffinesse stammen.